# Kypčacko-nogajské jazyky

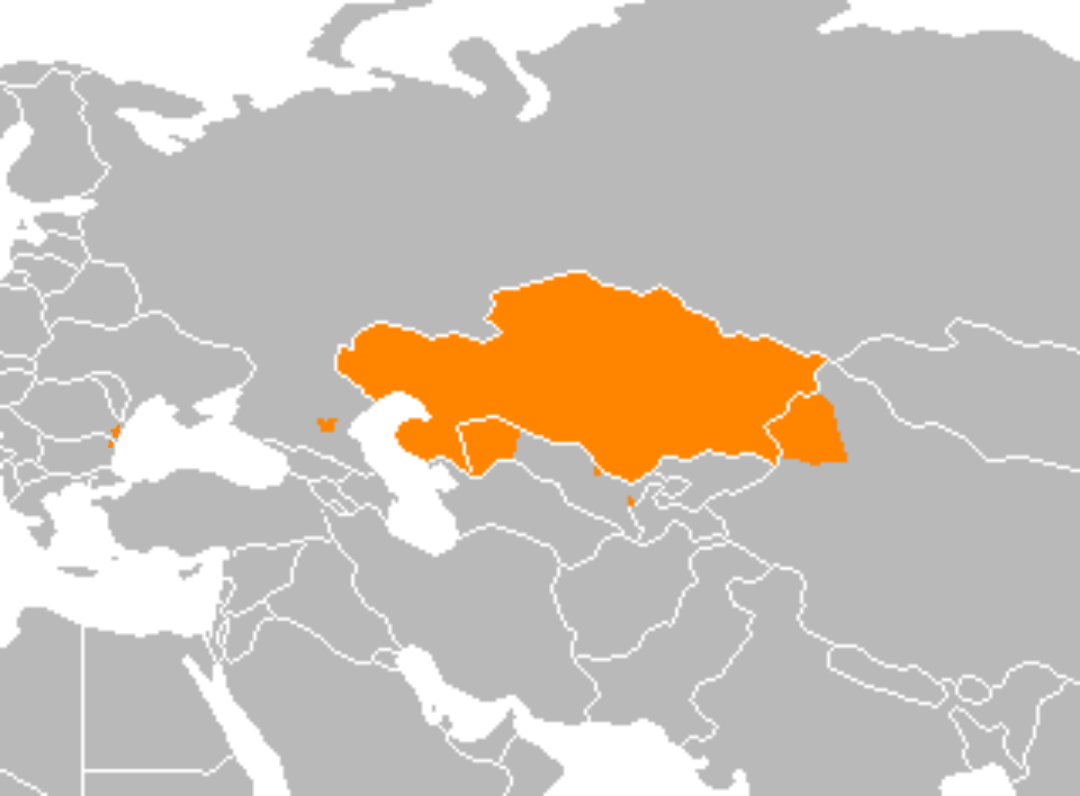
Mapa rozšíření kypčacko-nogajských jazyků

Kypčacko-nogajské jazyky jsou podskupinou Kypčackých jazyků.

## Dělení
- kypčacko-nogajské jazyky
  - kazaština
  - karakalpačtina
  - sibiřstina
  - nogajština